# ムハンマド・アル＝バドル
アル＝マンスール・ムハンマド・アル＝バドル・ビン・アフマド（アラビア語: المنصور محمد البدر بن أحمد, ラテン文字転写: Al-Mansur Muhammad Al-Badr bin Ahmad）は、イエメン王国第3代（最後の）国王。

## 生涯
1962年9月19日、前王であった父アフマド・ビン＝ヤフヤが没したため即位した。しかし国内、特に軍部の掌握に失敗し、同年9月26日に発生した陸軍のクーデターによりイエメン・アラブ共和国が成立し、国王の座を追われる。クーデターには、エジプトの支援があったとされている。国を脱出した後、サウジアラビアの後ろ盾を得て亡命政権を樹立した。イエメンは、1960年代を通じて国王派と共和国派に分かれた内戦状態（北イエメン内戦）となった。
1970年には、エジプトが第三次中東戦争を契機に軍事支援を中断、イエメンから撤退した。反エジプトで結束していた国王派の多くが目的を失い、幹部の多くが共和国派に取り込まれる形で離脱し、国王派の亡命政権が瓦解した。支えを失ったムハンマド・アル＝バドルはイギリスへと亡命、1990年のイエメン共和国発足時にもキャスティング・ボートは握れず、イエメン王国復興を果たせぬまま1996年に死去した。

## 関連項目

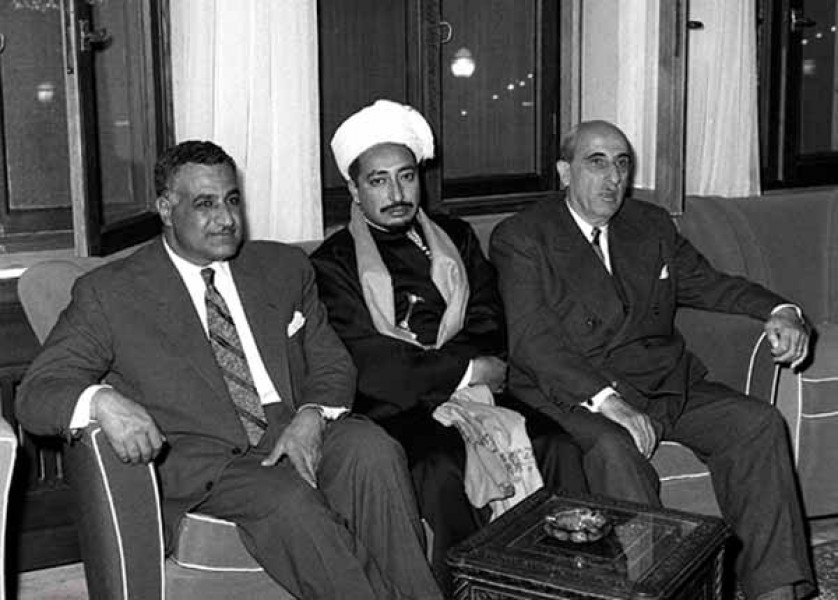
王太子時代のアル＝バドル（中央）、左はアラブ連合共和国のガマール・アブドゥル＝ナーセル大統領、右はシュクリー・アル＝クーワトリー（1958年2月、ダマスカスにおける会談）